# Calle San Juan (Málaga)
La calle San Juan es una vía peatonal del Centro Histórico de la ciudad de Málaga, España. Se trata de una calle de trazado irregular que transcurre paralela a calle Nueva, en la zona oeste del centro histórico, desde la plaza de Félix Sáenz, al sur, hasta la confluencia de las calles Especerías, Cisneros y Santos, al norte. Tiene una longitud aproximada de unos 230 metros. metros,

## Historia
Antiguamente esta calle se denominó calle del Mar debido a que tenía salida por la puerta del Mar, pero posteriormente pasó a ser conocida por su actual nombre por situarse allí la iglesia de San Juan, el edificio más señero de la calle. Según excavaciones arqueológicas llevadas a cabo en el solar del nº 33 en 2008, parece ser que la zona ha estado habitada desde el siglo IX y que tuvo desde sus comienzos un carácter comercial e industrial, posiblemente debido a la existencia de pozos, siendo a partir de la era contemporánea cuando se levantan edificios de envergadura,  entre los que se encuentran obras de arquitectos como Fernando Guerrero Strachan y Jerónimo Cuervo González.